# Arquidiócesis de Belgrado
La arquidiócesis de Belgrado o de Belgrado y Smederevo (en latín: Archidioecesis Belograden(sis), en serbocroata: Beogradska nadbiskupija y en serbio: Београдска надбискупија) es una circunscripción eclesiástica latina de la Iglesia católica en Serbia, sede metropolitana de la provincia eclesiástica de Belgrado. La arquidiócesis tiene al arzobispo Stanislav Hočevar, S.D.B. como su ordinario desde el 31 de marzo de 2001.

## Territorio y organización

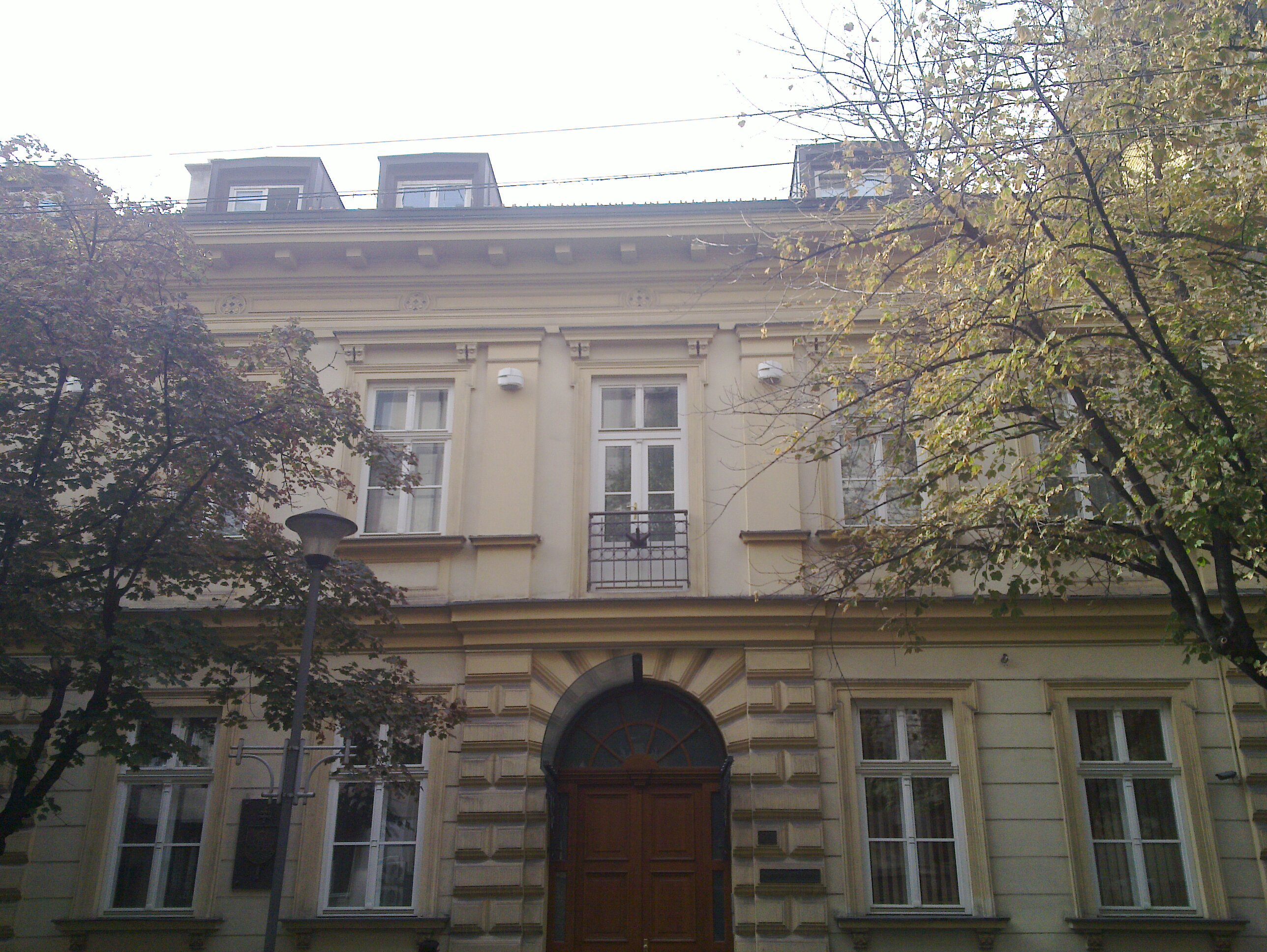
Palacio arzobispal en Belgrado

La arquidiócesis extiende su jurisdicción sobre los fieles católicos de rito latino residentes en Serbia a excepción de Voivodina y Kosovo.
La sede de la arquidiócesis se encuentra en la ciudad de Belgrado, en donde se halla la Catedral de la Santísima Virgen María y la Concatedral de Cristo Rey, que fue catedral entre 1924 y 1988. 
En 2018 el territorio estaba dividido en 17 parroquias, agrupados en dos decanatos: Belgrado y Niš. 

## Historia
La arquidiócesis actual deriva de la antigua diócesis de Singidunum, erigida en la época del Imperio romano, sufragánea de la arquidiócesis de Viminacium, sede metropolitana de la provincia romana de Mesia Primera (o Superior). Hay dos obispos documentados de Singidunum, ambos partidarios del arrianismo: Ursazio y Secondiano. La sede desapareció con las primeras invasiones bárbaras, pero fue restaurada por Justiniano I en el siglo VI; según Jacques Zeiller, un obispo anónimo de Singidunum podría documentarse en 580. Posteriormente la diócesis fue suprimida definitivamente.
A partir de 1290 se retomó la serie episcopal. En este período la ciudad y la diócesis tenían diferentes nombres: Alba Graeca, Alba Bulgarica, Nandoralba.
Desde 1429 tuvo el nombre de diócesis de Belgrado y fue sufragánea de la arquidiócesis de Kalocsa. También incluyó la ciudad de Timișoara en su territorio, que luego cedió a la diócesis de Csanád.
Bajo el dominio del Imperio otomano, los administradores apostólicos fueron nombrados a partir de 1521.
Bajo el posterior gobierno de los Habsburgo, el derecho de elección del obispo fue reclamado por la corona, a lo que la Santa Sede se opuso, porque la diócesis de Belgrado no estaba entre las diez fundadas por el rey Esteban I de Hungría. Belgrado permaneció en manos austriacas en tres períodos diferentes: 1688-1690, 1717-1739 y 1789-1791.
Desde 1647 los obispos de Belgrado fueron también administradores apostólicos de Smederevo (Semendria en latín). El 23 de diciembre de 1729 la diócesis de Smederevo se unió aeque principaliter con la de Belgrado.
Según De Rosa y Cracco, después de 1737 Belgrado volvió a estar bajo el dominio otomano y sólo quedó el título de diócesis, mientras que el gobierno espiritual pasó en 1744 del arzobispo de Skopie al de Nikópol. En 1858 fue confiado a Josip Juraj Strossmayer, obispo de Đakovo.
También según De Rosa y Cracco, en 1861 el principado serbio solicitó a la Santa Sede que restableciera un obispo ordinario para la diócesis, lo que fue interpretado por el administrador apostólico Strossmayer como un intento de deshacerse de un súbdito austriaco en el gobierno de la diócesis. Al mismo tiempo, la Congregación de Propaganda Fide decidió erigir una prefectura apostólica en Belgrado, pero ese plan no se llevó a cabo.
Tras el concordato del 24 de junio de 1914, el 29 de octubre de 1924 se restableció la jerarquía católica en el Reino de Serbia. La sede de Belgrado fue restaurada después de años de sede vacante y elevada al rango de arquidiócesis. Sin embargo, el estallido de la Primera Guerra Mundial y los posteriores cambios geopolíticos en la región pospusieron la implementación del concordato. Recién en 1924 se pudo nombrar al primer arzobispo, el franciscano Iván Rafael Rodić, hasta entonces administrador apostólico del Banato yugoslavo.
El 16 de diciembre de 1986, en virtud de la bula Quoniam ut compertum del papa Juan Pablo II, se convirtió en sede metropolitana con las actuales diócesis sufragáneas.
El 12 de julio de 1988, con el decreto Maiori Christifidelium de la Congregación para los Obispos, la sede de la arquidiócesis fue trasladada de la iglesia de Cristo Rey a la de la Santísima Virgen María.

## Episcopologio
- Ursacio † (antes de 343-circa 369 depuesto)
- Secondiano † (mencionado en 381)
- Martino, O.F.M. † (1290-1231 falleció)
- Andrea, O.P. † (31 de octubre de 1322-?)
- Paolo, O.E.S.A. † (22 de abril de 1330-1346 falleció)[6]
- Paolo Adam, O.Cr. † (8 de marzo de 1346-? falleció)
- Giovanni di Flestin (o Frusten), O.E.S.A. † (20 de marzo de 1363-1365 falleció)[7]
- Nicola di Frusten, O.E.S.A. † (8 de junio de 1365-1369 falleció)[8]
- Michele † (? falleció)
- Gregorio di Nexe, O.F.M. † (21 de mayo de 1419-?)
- Matteo di Riapa, O.F.M. † (1 de septiembre de 1420-?)
- Antonio, O.F.M. † (1423-? falleció)
- Nicola, O.F.M. † (1427-? falleció)
- Biagio Giovanni, O.F.M. † (8 de febrero de 1432-? falleció)
- Stefano Petri † (30 de abril de 1438-? falleció)
- Tommaso † (16 de abril de 1450-?)
- Pietro de Szeged † (1475-?)
- Giovanni di Rhenese † (30 de octubre de 1494-?)
  - Sede vacante
  - Tommaso † (10 de julio de 1506-?) (obispo titular)
  - Nicola Giovanni Petri † (24 de abril de 1525-?) (obispo titular)
  - Pietro Katich † (?-marzo de 1622 falleció) (administrador apostólico)[9]
  - Alberto Rengjich di Ragusa, O.F.M. † (19 de febrero de 1625-2 de marzo de 1630 falleció)[10]
  - Pietro Massarechi † (1 de marzo de 1631-27 de noviembre de 634 falleció)[11]
  - Giacomo di Carpi, O.F.M.Conv. † (5 de marzo de 1640-7 de octubre de 1647 renunció) (administrador apostólico)
- Marino Ibrisimoich, O.F.M. † (7 de octubre de 1647-? falleció)
- Matteo Benlich, O.F.M. † (27 de febrero de 1651-30 de enero de 1674 falleció)
  - Roberto Korlatovich, O.F.M. † (6 de mayo de 1675-?) (obispo electo)
- Matteo Berniacovich, O.F.M. † (20 de diciembre de 1675-10 de enero de 1707 falleció)
- Luca Natale † (24 de enero de 1709-19 de enero de 1720 falleció)
  - Sede vacante (1720-1728)
- Anton von Thurn und Valsassina † (23 de diciembre de 1729-2 de marzo de 1733 nombrado obispo de Pécs)
- Franz Anton von Engel in Wagrain  † (5 de mayo de 1734-7 de diciembre de 1750 nombrado obispo de Csanád)
  - Sede vacante (1750-1755)
- István Pucz † (12 de mayo de 1755-24 de marzo de 1771 falleció)
  - Sede vacante (1771-1775)
- Anton Zlatarić † (24 de abril de 1775-30 de enero de 1790 falleció)
- Nikolaus Kondé de Pókatelek † (24 de septiembre de 1792-22 de diciembre de 1800 nombrado obispo de Oradea)
- József Ignác de Vilt † (22 de diciembre de 1800-26 de agosto de 1806 nombrado obispo de Győr)
- Sandor Bodonyi † (27 de noviembre de 1806-11 de noviembre de 1811 falleció)[12]
- Štefan Cech † (26 de septiembre de 1814-8 de enero de 1821 nombrado obispo de Košice)
  - Sede vacante (1821-1833)
- Michael Johann Wagner † (29 de julio de 1833-1 de febrero de 1836 confirmado obispo de Sankt Pölten)
- Giuseppe Schrott † (19 de mayo de 1837-circa 1858)
  - Sede vacante (1858-1924)
  - Josip Juraj Strossmayer † (1858[13] - 3 de septiembre de 1898 renunció) (administrador apostólico)[14]
  - Venceslao Soić † (23 de diciembre de 1858-8 de enero de 1869 sucedió al obispo de Segna-Modruš) (obispo titular)[15]
  - Ivan Pavlesić † (4 de julio de 1871-9 de septiembre de 1893 falleció) (obispo titular)[16]
- Ivan Rafael Rodić, O.F.M. † (29 de octubre de 1924-28 de noviembre de 1936 renunció[17])
- Josip Antun Ujčić † (28 de noviembre de 1936-24 de marzo de 1964 falleció)
- Gabriel Bukatko † (24 de marzo de 1964 por sucesión-4 de marzo de 1980 renunció)
- Alojz Turk † (4 de marzo de 1980-16 de diciembre de 1986 retirado)
- Franc Perko † (16 de diciembre de 1986-31 de marzo de 2001 renunció)
- Stanislav Hočevar, S.D.B., por sucesión el 31 de marzo de 2001

## Estadísticas
De acuerdo al Anuario Pontificio 2019 la arquidiócesis tenía a fines de 2018 un total de 20 087 fieles bautizados.
| Año                                                                             | Población            | Población | Población      | Sacerdotes | Sacerdotes    | Sacerdotes    | Bautizados por sacerdote | Diáconos permanentes | Religiosos | Religiosos | Parroquias |
| Año                                                                             | Bautizados católicos | Total     | % de católicos | Total      | Clero secular | Clero regular | Bautizados por sacerdote | Diáconos permanentes | Varones    | Mujeres    | Parroquias |
| ------------------------------------------------------------------------------- | -------------------- | --------- | -------------- | ---------- | ------------- | ------------- | ------------------------ | -------------------- | ---------- | ---------- | ---------- |
| 1950                                                                            | 50 000               | 3 500 000 | 1.4            | 23         | 10            | 13            | 2173                     |                      | 7          | 348        | 15         |
| 1959                                                                            | 50 000               | 3 200 000 | 1.6            | 23         | 9             | 14            | 2173                     |                      | 20         | 170        | 15         |
| 1969                                                                            | 36 000               | 5 000     | 0.7            | 29         | 10            | 19            | 1241                     |                      | 24         | 395        | 11         |
| 1980                                                                            | 34 800               | 5 000     | 0.7            | 16         | 9             | 7             | 2175                     |                      | 15         | 184        | 13         |
| 1990                                                                            | 12 400               | 5 590 000 | 0.2            | 27         | 12            | 15            | 459                      |                      | 17         | 146        | 15         |
| 1999                                                                            | 8400                 | 5 505 000 | 0.2            | 19         | 9             | 10            | 442                      |                      | 11         | 42         | 15         |
| 2000                                                                            | 8300                 | 5 500 000 | 0.2            | 18         | 10            | 8             | 461                      |                      | 9          | 34         | 15         |
| 2001                                                                            | 9000                 | 5 500 000 | 0.2            | 20         | 10            | 10            | 450                      |                      | 12         | 39         | 15         |
| 2002                                                                            | 9800                 | 5 599 800 | 0.2            | 22         | 12            | 10            | 445                      |                      | 12         | 33         | 15         |
| 2003                                                                            | 9900                 | 5 647 900 | 0.2            | 22         | 11            | 11            | 450                      |                      | 13         | 35         | 15         |
| 2004                                                                            | 60 000               | 5 527 810 | 1.1            | 23         | 14            | 9             | 2608                     |                      | 9          | 30         | 15         |
| 2006                                                                            | 9267                 | 5 469 977 | 0.2            | 23         | 14            | 9             | 402                      |                      | 9          | 27         | 16         |
| 2012                                                                            | 26 130               | 5 938 000 | 0.4            | 20         | 11            | 9             | 1306                     |                      | 9          | 15         | 16         |
| 2015                                                                            | 27 050               | 5 500 000 | 0.5            | 21         | 11            | 10            | 1288                     |                      | 10         | 11         | 16         |
| 2018                                                                            | 20 087               | 5 136 900 | 0.4            | 22         | 13            | 9             | 913                      |                      | 9          |            | 17         |
| Fuente: Catholic-Hierarchy, que a su vez toma los datos del Anuario Pontificio. |                      |           |                |            |               |               |                          |                      |            |            |            |